# Roteiro (Alagoas)
Roteiro é um município brasileiro do estado de Alagoas. Sua população estimada em 2004 era de 6.749 habitantes. Situado a 82 quilômetros de Maceió, possui um território de, aproximadamente, 129,289 km². Roteiro está situado a uma altitude de 32 metros acima do nível do mar.

## História
Os índios Caetés foram os primeiros habitantes da região, por volta de 1853. A primeira moradora, Francisca de Albuquerque, instalou-se no sítio Livramento, construindo também, em 1900, a primeira capela em homenagem à Nossa Senhora do Livramento. O primeiro recenseamento do local foi realizado em 1912 por João Gomes, José Balbino e Mandu Araújo.
O povoado teve o nome mudado para Roteiro pelos próprios moradores, pois eles acreditavam que os jesuítas descobriram no local o "roteiro" de Dom Pero Fernandes Sardinha, devorado pelos índios na região. Depois de ver o povoado sendo transformado em vila, o padre Júlio de Albuquerque, da então freguesia de São Miguel dos Campos, decidiu vender o patrimônio de Nossa Senhora do Livramento - doado por Francisca de Albuquerque à santa antes de sua morte para Antonio Martins Moreira, que o revendeu, fazendo-o passar por muitos donos.
A emancipação política chegou por meio da Lei 2.648, em 18 de dezembro de 1963, oficializado definitivamente em 1966. Os principais líderes do movimento foram: Nemésio Gomes da Silva, Abelardo Lopes e Diney Torres.

## Turismo
O município possui atualmente uma das maiores atrações turísticas de Alagoas: a praia do Gunga, uma enorme costa de areia branca, cheia de coqueiros, que une as águas do Oceano Atlântico com da Lagoa de Roteiro. A cidade é conhecida também pela fartura de sua Lagoa que é rica em sururu, massunim, peixes e ostras, sem falar da prática de esportes náuticos nas suas águas